# Sclaigneaux
Sclaigneaux est un hameau de Belgique sis tout au long du bord de Meuse (rive gauche) entre Namur et Andenne, dont il fait administrativement partie. Relié à Sclayn par un pont routier sur le fleuve, sur la route N968 descendant de Vezin à Sclayn (rive droite).  

## Patrimoine
- La 'Réserve naturelle de Sclaigneaux' couvre 50 hectares de terres rocheuses entre Vezin (sur les hauteurs) et le hameau (en bord de Meuse).
- La 'Gare de Sclaigneaux' est une halte ferroviaire sur la ligne N°125, de Namur à Liège.
- Le 'Tunnel de Sclaigneaux', sur la ligne ferroviaire N°125 (reliant Namur à Liège), se trouve à la sortie du hameau dans la direction du village de Seilles. Il est long de 225 mètres.
- La 'Zone portuaire de Sclaigneaux', avec port public sur la Meuse, dépend du port autonome de Namur.

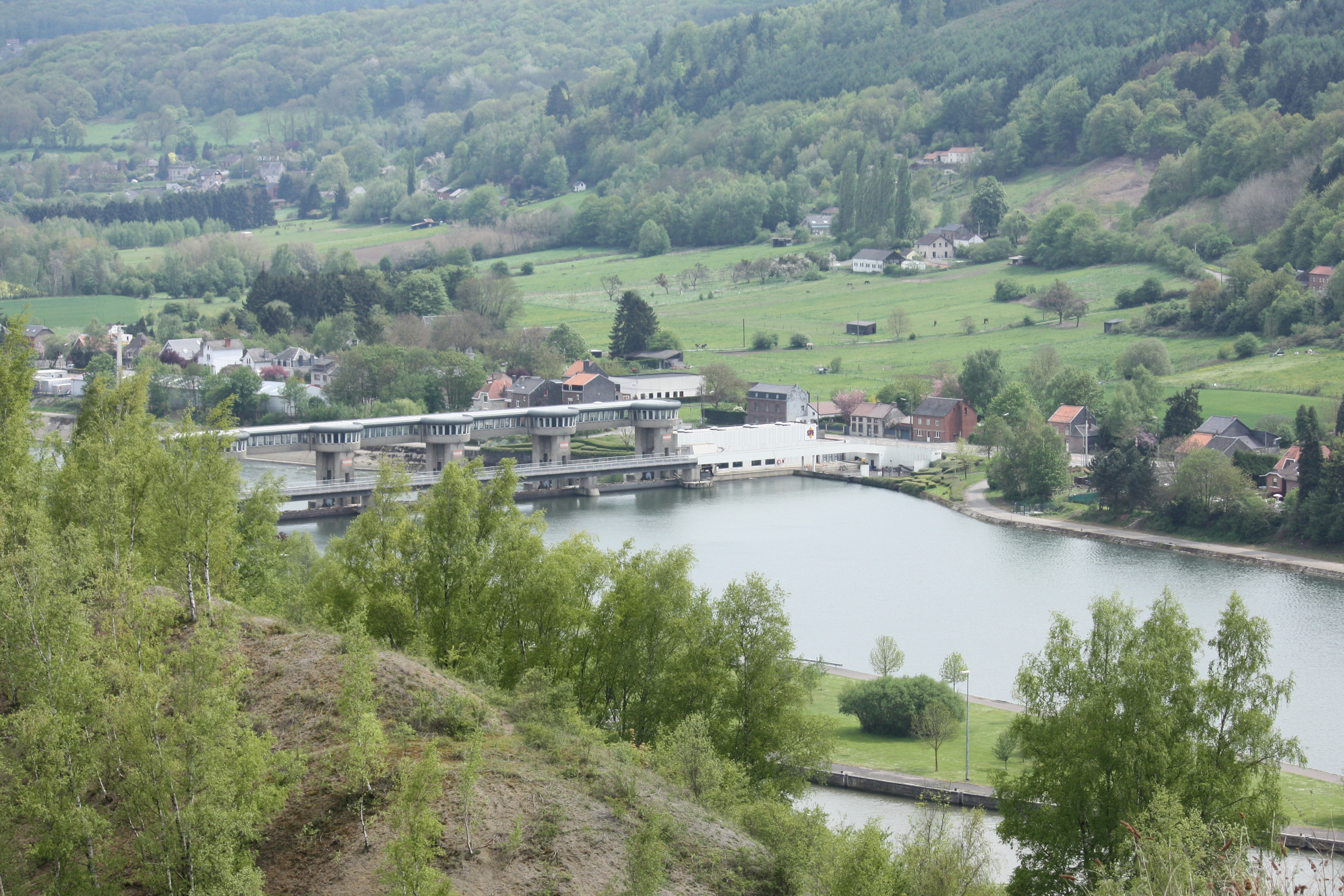
L'écluse d'Andenne vue des hauteurs de Sclaigneaux (Réserve naturelle)

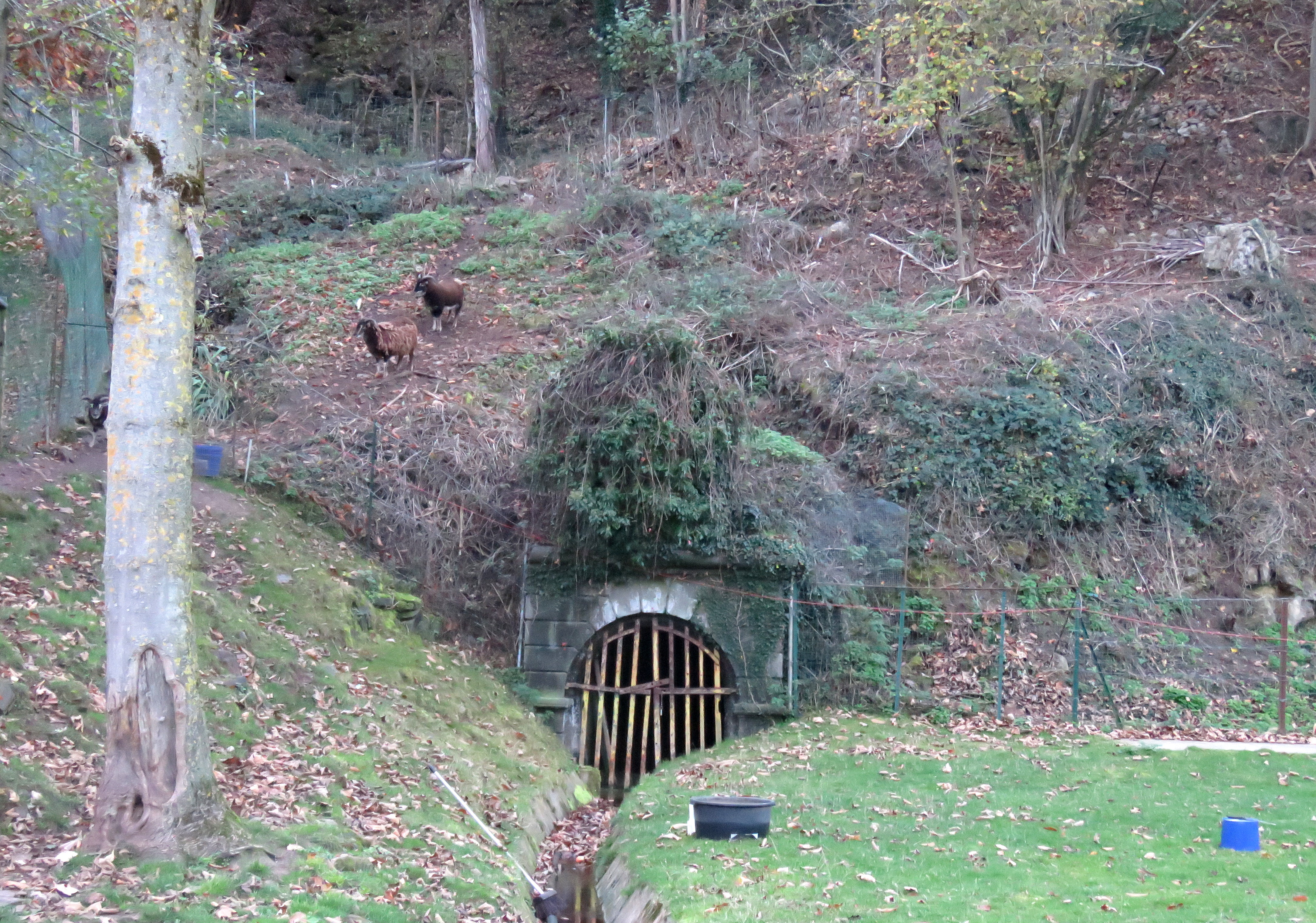
Galerie des mines de fer (XIXe siècle) à Sclaigneaux